# Uthayendram
Uthayendram là một thị xã của quận Vellore thuộc bang Tamil Nadu, Ấn Độ.

## Nhân khẩu
Theo điều tra dân số năm 2001 của Ấn Độ, Uthayendram có dân số 11.598 người. Phái nam chiếm 49% tổng số dân và phái nữ chiếm 51%. Uthayendram có tỷ lệ 67% biết đọc biết viết, cao hơn tỷ lệ trung bình toàn quốc là 59,5%: tỷ lệ cho phái nam là 76%, và tỷ lệ cho phái nữ là 59%. Tại Uthayendram, 11% dân số nhỏ hơn 6 tuổi.